# TI-86

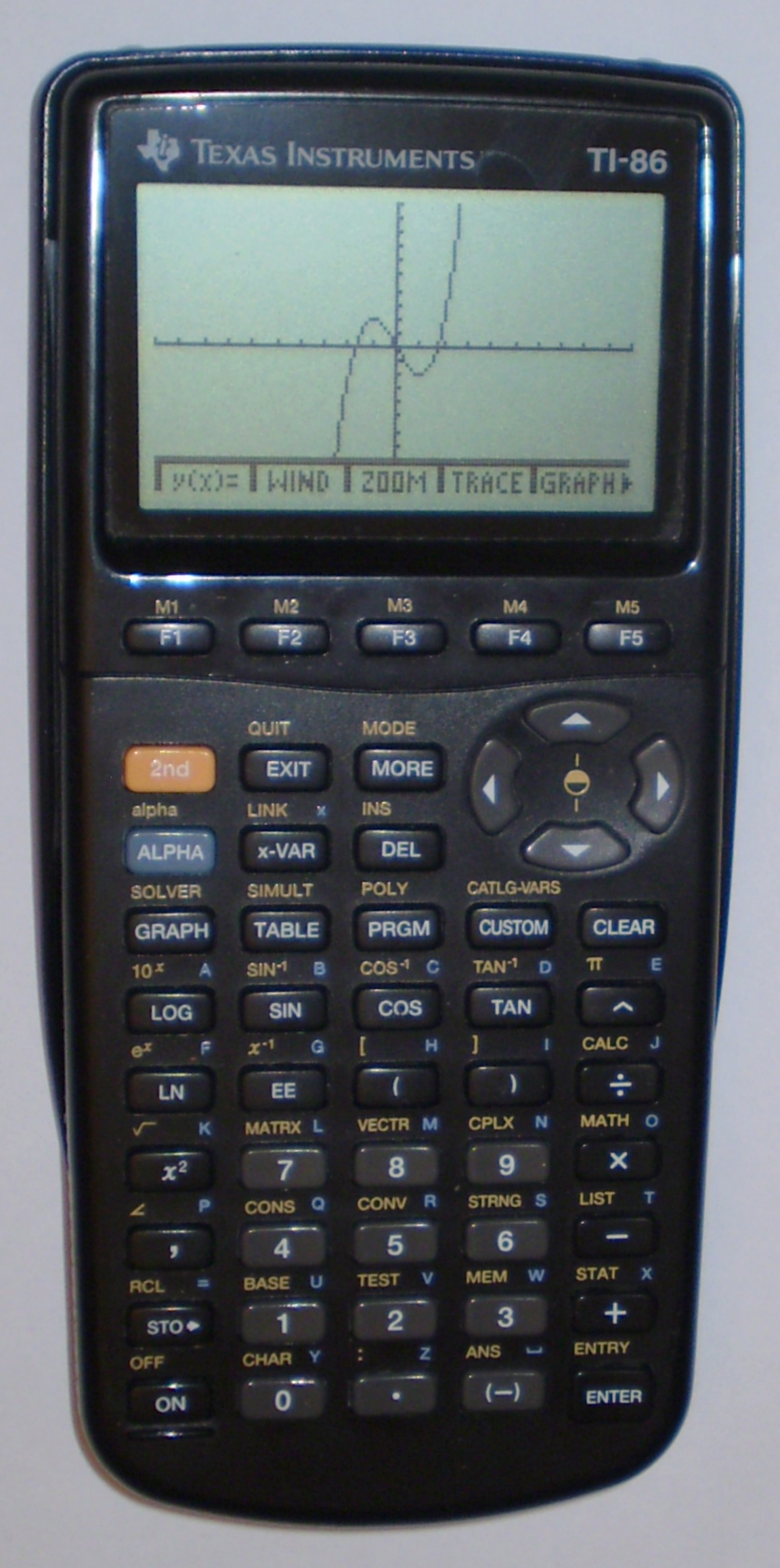
TI-86

TI-86 é uma calculadora gráfica introduzida em 1997, produzida pela Texas Instruments, com o microprocessador Zilog Z80. É parcialmente reversamente compatível com sua predecessora, a TI-85.